# Любомін (гміна Станіславув)
Любомін (пол. Lubomin) — село в Польщі, у гміні Станіславув Мінського повіту Мазовецького воєводства.
Населення — 189 осіб (2011).
У 1975-1998 роках село належало до Седлецького воєводства.

## Демографія
Демографічна структура станом на 31 березня 2011 року:
|          | Загалом | Допрацездатний вік | Працездатний вік | Постпрацездатний вік |
| -------- | ------- | ------------------ | ---------------- | -------------------- |
| Чоловіки | 96      | 14                 | 69               | 13                   |
| Жінки    | 93      | 14                 | 59               | 20                   |
| Разом    | 189     | 28                 | 128              | 33                   |